# Andrew Saul
Andrew Marshall Saul ( 6 de noviembre de 1946, Katonah) es un político estadonudense. Es presidente del Federal Retirement Thrift Investment Board y también el presidente auxiliar de la autoridad metropolitana del tránsito (MTA) en la Ciudad de Nueva York, Estados Unidos.